# 吉田栄介
吉田 栄介（よしだ えいすけ、1968年 - ）は、日本の会計学者。専門は管理会計。慶應義塾大学商学部教授。日本会計研究学会太田・黒澤賞等受賞。

## 人物・経歴
1968年大阪府生まれ。1987年大阪府立茨木高等学校卒業。1995年龍谷大学経営学部卒業。1997年神戸大学大学院経営学研究科博士前期課程修了、修士（経営学）。1998年日本学術振興会特別研究員。2000年神戸大学大学院経営学研究科博士後期課程修了、博士（経営学）、近畿大学商経学部講師。2001年日本原価計算研究学会学会賞受賞。2002年慶應義塾大学商学部専任講師。同年日本管理会計学会奨励賞受賞。2003年慶應義塾大学商学部助教授。同年日本会計研究学会太田・黒澤賞及び日本原価計算研究学会学会賞受賞。2005年カリフォルニア大学バークレー校東アジア研究所客員研究員。2006年サンノゼ州立大学経営学部客員研究員。2007年ハワイ大学経営学部客員研究員。2012年慶應義塾大学商学部教授。2016年Best Paper Award of International Journal of Business Management and Research受賞。平成29・30年度公認会計士試験試験委員。

## 著書
- 『基礎から学ぶ現代原価計算』（興津裕康, 岡野憲治と共編著）白桃書房 2002年
- 『原価企画能力 : 持続的競争優位をもたらす』中央経済社 2003年
- 『経済・経営のための統計学』（牧厚志, 和合肇, 西山茂, 人見光太郎, 吉川肇子, 濱岡豊と共著）有斐閣 2005年
- 『原価企画能力のダイナミズム』中央経済社 2012年
- 『日本企業の管理会計システム』（廣本敏郎, 加登豊, 岡野浩, 伊藤克容, 三矢裕, 澤邉紀生, 梶原武久, 椎葉淳と共著）中央経済社 2012年
- 『日本的管理会計の探究』（福島一矩, 妹尾剛好と共著）中央経済社 2012年
- 『日本的管理会計の深層』（編著）中央経済社 2017年
- 『花王の経理パーソンになる』（花王会計財務部門と共編著）中央経済社 2020年
- 『実践Q&Aコストダウンのはなし』（伊藤治文と共著）中央経済社 2021年
- 『実践経営会計』中央経済社 2021年
- 『実践Q&A KPIマネジメントのはなし』中央経済社 2021年
- 『日本的管理会計の変容』（編著）中央経済社 2022年
- 『実務に活かす管理会計のエビデンス』（加登豊, 新井康平と共編著）中央経済社 2022年